# Champneuville
Champneuville ist eine französische Gemeinde mit 119 Einwohnern (Stand 1. Januar 2022) im Département Meuse in der Region Grand Est (vor 2016 Lothringen). Die Gemeinde gehört zum Arrondissement Verdun und zum Kanton Belleville-sur-Meuse.

## Geographie
Champneuville liegt etwa sieben Kilometer nordnordwestlich von Verdun am Canal de la Meuse und an der Maas (frz. Meuse). Umgeben wird Champneuville mit den Nachbargemeinden Brabant-sur-Meuse und Samogneux im Norden, Beaumont-en-Verdunois im Nordosten, Louvemont-Côte-du-Poivre im Nordosten und Osten, Charny-sur-Meuse im Süden, Marre im Süden und Südwesten, Chattancourt im Südwesten sowie Cumières-le-Mort-Homme im Westen.

## Bevölkerungsentwicklung
| Jahr                       | 1962 | 1968 | 1975 | 1982 | 1990 | 1999 | 2006 | 2019 |
| Einwohner                  | 106  | 97   | 94   | 90   | 92   | 105  | 114  | 121  |
| Quellen: Cassini und INSEE |      |      |      |      |      |      |      |      |

## Sehenswürdigkeiten
- Kirche Notre-Dame-de-l’Assomption, 1929 wieder errichtet
- Kapelle La Vierge-de-l’Orme, 1925 wieder errichtet

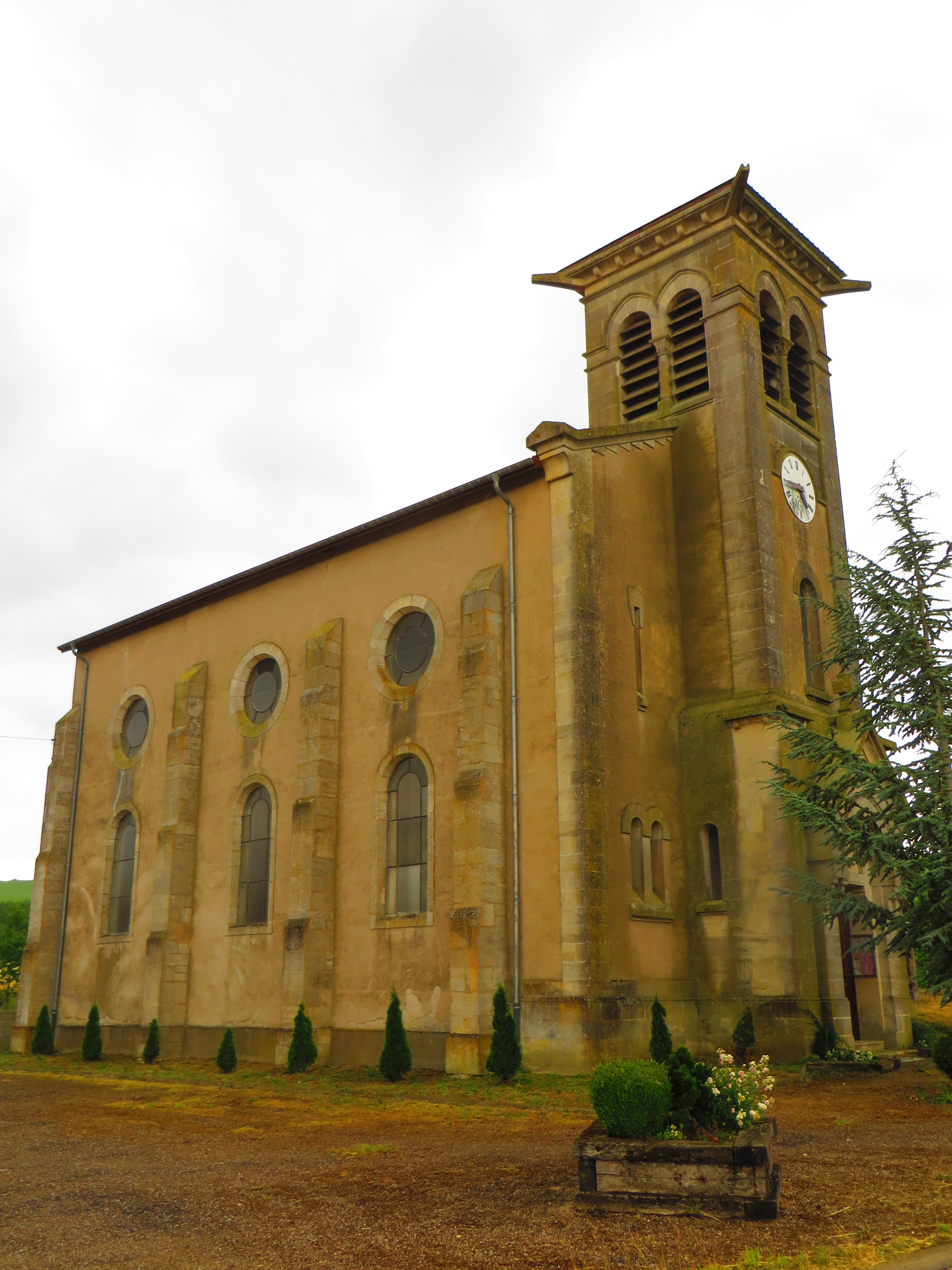
Kirche Notre-Dame-de-l’Assomption
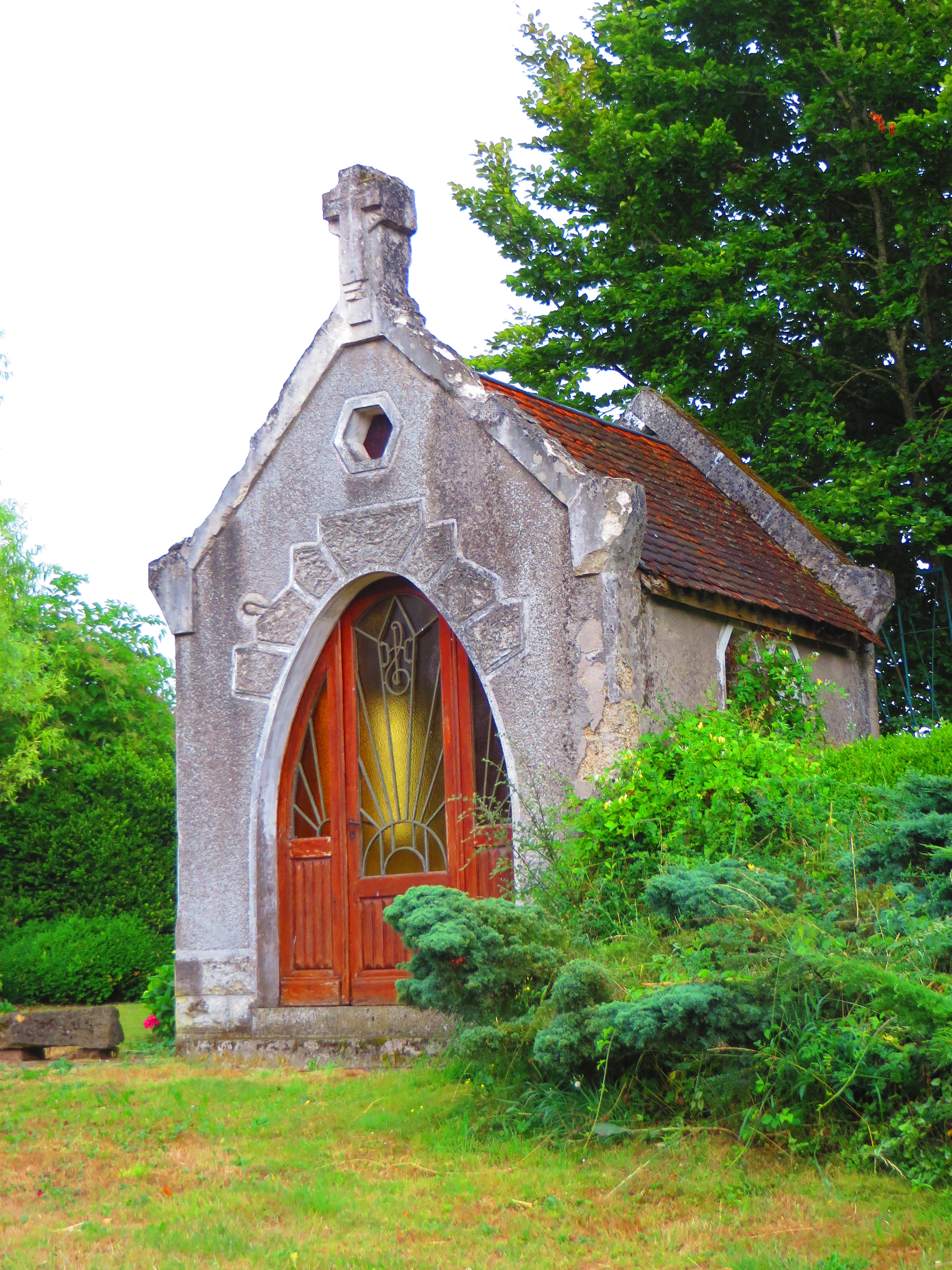
Kapelle La Vierge-de-l’Orme